# Джульярдська школа
Джульярдська школа (англ. Juilliard School) — один з найбільших американських вищих навчальних закладів у галузі мистецтва. Школа розташована в нью-йоркському Лінкольн-центрі.

## Історія
В 1905 р. в Нью-Йорку було засновано Інститут музичного мистецтва (англ. Institute of Musical Art) на чолі з диригентом Франком Дамрошем, у перший рік занять було набрано близько 500 студентів. 1926 року інститут було об'єднано із заснованою за два роки до цього Джульярдською вищою школою (англ. Juilliard Graduate School), створеної благодійним фондом Огастаса Джульярда; під єдиним керівництвом два інститути залишалися відносно самостійними, оскільки Джульярдська школа була призначена для студентів більш старшого віку, які вже мали певну музичну освіту. Подальше злиття двох частин єдиної консерваторії відбулося в 1946 р., і об'єднаний навчальний заклад став називатися Джульярдською школою музики, а з 1969 р. просто Джульярдською школою. З часом до первинного відділення виконавського мистецтва в області академічної музики додалося відділення танцю (1951), а потім і відділення драми (1968); в 2001 р. в Джульярдській школі було відкрито курс виконавської майстерності для джазових музикантів.